# Tomás Granitto
Tomás Granitto Heesch (San Salvador, 12 giugno 1993) è un calciatore salvadoregno, centrocampista dell'Águila e della nazionale salvadoregna.

## Palmarès

### Club

#### Competizioni nazionali
- National Premier Soccer League: 1

Miami FC: 2019
- Campionato salvadoregno: 2

FAS: Clausura 2021, Apertura 2022